# Беривојце
Беривојце (алб. Berivojcë) је насеље у општини Косовска Каменица на Косову и Метохији. Атар насеља се налази на територији катастарске општине Беривојце површине 812 ha. Први пут село Беривојце се помиње у турском попису из 1455. године. Тада је имало 22 српска домаћинства. Вероватно је имало и цркву, јер се помиње православни поп. На три километра западно од села налази се црква Глобарица, Ћелија Глобаричка или црква Светог Јована која се први пут помиње у запису патријарха Пајсија, почетком 17. века.
Изнад улаза у наос цркве сачувани су делови ктиторског натписа из којег се види да је било више ктитора. Црква је стручно конзервирана и обновљена 1966/67. године, али је остала усамљена и без опслужења.

## Демографија
Насеље има претежно албанско становништво, уз нешто Рома и Срба. Број становника на пописима:
- попис становништва 1948. године: 696
- попис становништва 1953. године: 773
- попис становништва 1961. године: 979
- попис становништва 1971. године: 1003
- попис становништва 1981. године: 1465
- попис становништва 1991. године: 1520

## Национални састав

### Попис2011.
| Попис 2011.‍   | Попис 2011.‍ | Попис 2011.‍ | Попис 2011.‍ | Попис 2011.‍ |
| ------------- | ----------- | ----------- | ----------- | ----------- |
|               |             |             |             |             |
| Албанци       | Албанци     |             | 1.250       | 80,49%      |
| Роми          | Роми        |             | 155         | 9,98%       |
| Срби          | Срби        |             | 147         | 9,47%       |
| остали        | остали      |             | 1           | 0,06%       |
| укупно: 1.553 |             |             |             |             |

### Попис1981.
| Попис 1981.‍   | Попис 1981.‍ | Попис 1981.‍ | Попис 1981.‍ | Попис 1981.‍ |
| ------------- | ----------- | ----------- | ----------- | ----------- |
|               |             |             |             |             |
| Срби          | Срби        |             | 745         | 50,85%      |
| Албанци       | Албанци     |             | 463         | 31,60%      |
| Роми          | Роми        |             | 236         | 16,10%      |
| Муслимани     | Муслимани   |             | 15          | 1,02%       |
| Југословени   | Југословени |             | 2           | 0,13%       |
| Црногорци     | Црногорци   |             | 2           | 0,13%       |
| остали        | остали      |             | 2           | 0,13%       |
| укупно: 1.465 |             |             |             |             |

### Попис1971.
| Попис 1971.‍   | Попис 1971.‍ | Попис 1971.‍ | Попис 1971.‍ | Попис 1971.‍ |
| ------------- | ----------- | ----------- | ----------- | ----------- |
|               |             |             |             |             |
| Срби          | Срби        |             | 718         | 71,58%      |
| Роми          | Роми        |             | 180         | 17,94%      |
| Албанци       | Албанци     |             | 101         | 10,06%      |
| Црногорци     | Црногорци   |             | 4           | 0,39%       |
| укупно: 1.003 |             |             |             |             |

### Попис1961.
| Попис 1961.‍ | Попис 1961.‍ | Попис 1961.‍ | Попис 1961.‍ | Попис 1961.‍ |
| ----------- | ----------- | ----------- | ----------- | ----------- |
|             |             |             |             |             |
| Срби        | Срби        |             | 758         | 77,42%      |
| Југословени | Југословени |             | 127         | 12,97%      |
| Албанци     | Албанци     |             | 62          | 6,33%       |
| Роми        | Роми        |             | 25          | 2,55%       |
| Црногорци   | Црногорци   |             | 7           | 0,71%       |
| укупно: 979 |             |             |             |             |